# Banner (Druck)

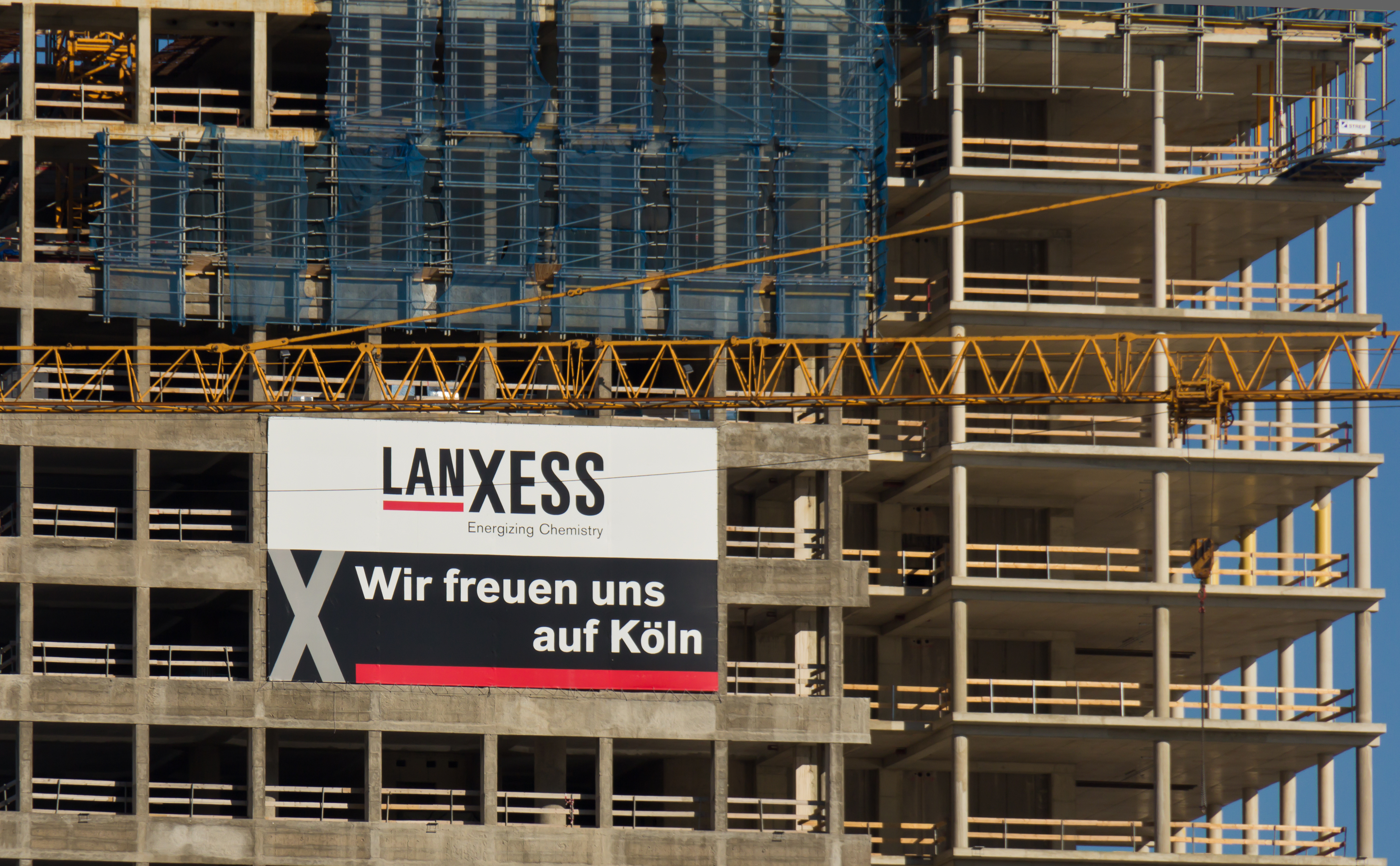
Banner am Rohbau des Lanxess Towers (September 2011, das Gebäude hieß zu der Zeit noch maxCologne)

Banner sind meist großflächige Drucke, die für werbliche Zwecke, insbesondere im Bereich der Außenwerbung genutzt werden und auf etwas aufmerksam machen sollen.
Banner werden auf PVC-Gewebefolie oder Netzgitter, auch Mesh Banner genannt, meist mit Lösungsmittel oder mittels UV-Direktdruck gedruckt. Neu ist der umweltverträgliche Druck mittels Latex-Tinten (bisher werden Latexdrucker nur von HP und Mimaki hergestellt). Meist werden Banner rundum mit Keder, Ösen oder Hohlsaum versehen. Dank Digitaldrucktechnik sind großformatige Banner heute vergleichsweise erschwinglich auch in sehr geringen Auflagenhöhen zu produzieren.
Die Banner können in der Regel ohne Naht bis 5 Meter Breite gefertigt werden. Alle größeren Werbebanner werden mittels Heißluft zusammengeschweißt.
Zum Zwecke der Luftwerbung können bis zu 100 Meter lange Schleppbanner auch von Motorflugzeugen oder Ultraleichtflugzeugen durch die Luft gezogen werden. In der Regel werden dafür allerdings Stoffbanner aus Polyester verwendet.
Da PVC aufgrund der geringen Kosten auch für kurzfristige Werbeeinsätze genutzt wird, entsteht verhältnismäßig viel Abfall. Einige Hersteller bieten daher die kostenlose Rücknahme zu Recyclingzwecken an. Einzelne Hersteller bieten auch PVC-freie Banner an.